# 小牧市民まつり
小牧市民まつり（こまきしみんまつり）は、愛知県小牧市で毎年秋に行われる祭。1980年に小牧市の誕生25周年を記念して、始められる。市内の数か所が会場となり様々な催しが行われる他、市民から選ばれた人が三英傑（織田信長、豊臣秀吉、徳川家康）に扮し市内を練り歩くパレードも行われる。2020・21年は中止。

## 会場
- 小牧市市民会館・公民館
- 小牧山
- 小牧中部公民館
- 小牧駅前広場メロディーパーク
- 小牧駅西駐車場
- ラピオ